# 劉芷韻
劉芷韻 (1977-)，又名亞閃閃、閃。畢業於香港中文大學中文系，曾於香港無綫電視任職戲劇組編劇。

## 簡介
劉芷韻於1996年出版第一本詩集曾《心的全部》。之後一直活躍的香港詩人。曾和楚、黃淑琪、江康泉、智海、袁兆昌、陳志華、小米、森遜創立廿九几。出版詩集《1998年夏天結束的時候》、《與幽靈同處的居所》，小說合集《我們的小說》、《hard copies》。新詩創作曾獲第22屆青年文學獎初級組季軍，第24屆青年文學獎高級組冠軍，第26屆青年文學獎高級組季軍，及中文文學創作獎優異。作品散見於秋螢、香港文學、字花、文學世紀、月台。

## 編劇列表

### 無綫電視
- 2004 烽火奇遇結良緣、大唐雙龍傳
- 2005 我的野蠻奶奶、學警雄心、我師傅係黃飛鴻、西廂奇緣
- 2006 施公奇案、肥田囍事、太極
- 2007 律政新人王、歲月風雲
- 2009 古靈精探B、老婆大人II
- 2011 結·分@謊情式
- 2012 On Call 36小時
- 2013 上海傳奇

### 香港電視網絡
- 2015 開腦儆探